# Rocco Barone
Rocco Barone (ur. 14 grudnia 1987 w Palmi) – włoski siatkarz, grający na pozycji środkowego. Od sezonu 2020/2021 występuje w drużynie Emma Villas Siena.

## Sukcesy klubowe
Mistrzostwo Włoch:
- 2014

## Sukcesy reprezentacyjne
Mistrzostwa Europy Juniorów:
- 2006

Igrzyska Śródziemnomorskie:
- 2009

Memoriał Huberta Jerzego Wagnera:
- 2011

Mistrzostwa Europy:
- 2011